# Drosophila ochrogaster
Drosophila ochrogaster este o specie de muște din genul Drosophila, familia Drosophilidae, descrisă de Chassagnard în anul 1992.
Este endemică în New Caledonia. Conform Catalogue of Life specia Drosophila ochrogaster nu are subspecii cunoscute.